# Vacon
Vacon中文翻成伟肯或瓦肯，曾經是一家位在芬蘭瓦萨的電機公司，1993年成立，製造馬達變頻器及再生能源變流器製造商。Vacon的名稱源自Vaasa Control Ltd。
Vacon在歐洲、亞洲及北美有設立工廠以及研發中心，在30個國家有業務辦公室，在將近90個國家有銷售代表以及服務合作夥伴。
Vacon的股票曾是赫爾辛基股市（NASDAQ OMX Helsinki）的主要股票之一，2013年時Vacon的盈餘約為4.03億歐元，公司約有1600人。
2014年底丹麦的Danfoss公司和Vacon合併，由Laisi擔任新合併公司Danfoss的CEO。合併後的公司會採取雙品牌策略，仍保留Vacon的品牌，變頻器銷售額約佔12-13%，僅次於ABB的16-17%。

## 外部連結
- 官方网站
- Vacon's YouTube channel, https://www.youtube.com/user/VaconGroup （页面存档备份，存于）